# Hoblík (Malá Fatra)
Hoblík je zalesněný vrch o nadmořské výšce 933,6 m nalézající se v pohoří Lúčanské Malé Fatry, nad obcí Višňové.
Vrch na okraji Malé Fatry zaujme už od pří pohledu od města Žilina svým kuželovitým tvarem a skalními výběžky na západní straně. Stejně jako jeho severní soused Polom (1010 m) a jižní Valientov diel (828 m), i Hoblík je tvořen dolomity.
Hoblík obtéká ze západní strany potok Rosinka, od východu Stráňavský potok (Hýrov). Na úpatí, hned na začátku Višňovský doliny, se nachází 38 m dlouhá Hoblíkova jeskyně, nedaleko je i Višňovská jeskyně. Několik nových objevů potvrdilo jeskynní útvary i v Stráňavské dolině. Rozeklaná západní část vrchu poskytuje výborné podmínky pro lezení.
Zalesněný vrchol omezuje výhled na Žilinskou kotlinu, ale nabízí scenérie hor Suchárová (963 m), Úplaz (1301 m), Minčol (1364 m), Valientov diel (828 m) a Višňovské doliny.

## Přístup
Na vrchol nevedou značkované trasy, přístup je možný lesem od obce Višňové i z jižní strany z Višňovské doliny.

## Galerie

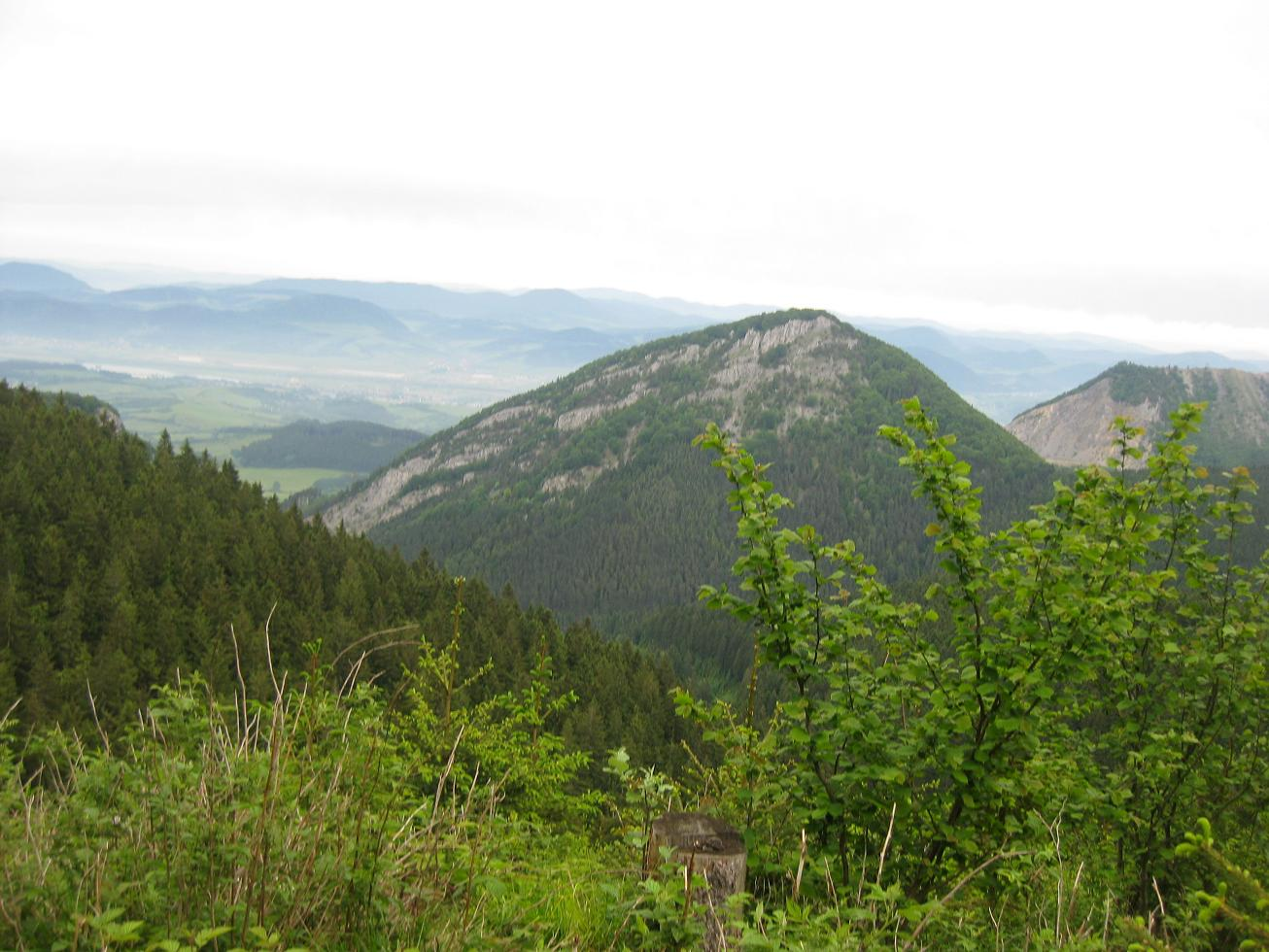
Hoblík pri pohledu z Minčola
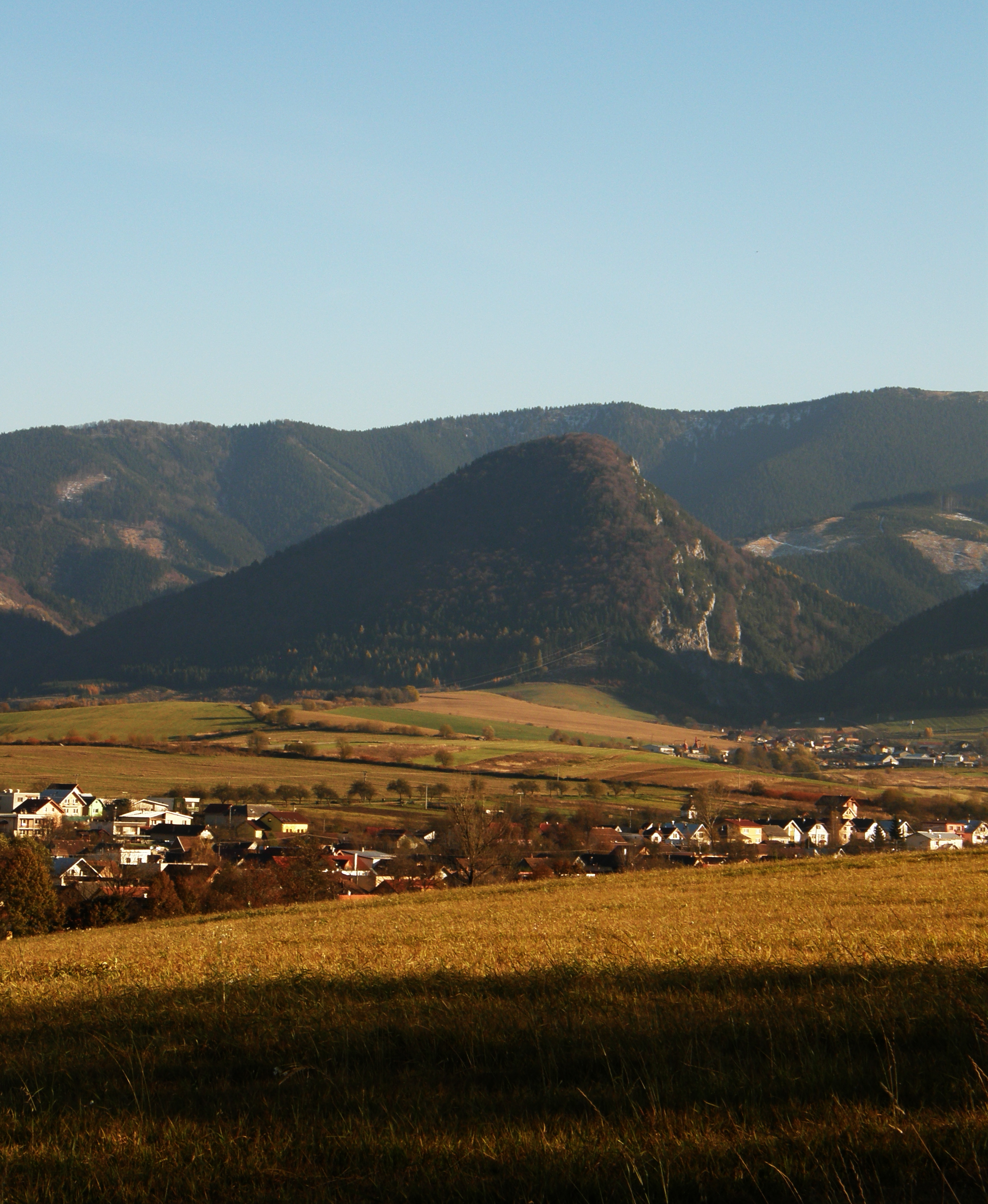
Hoblík
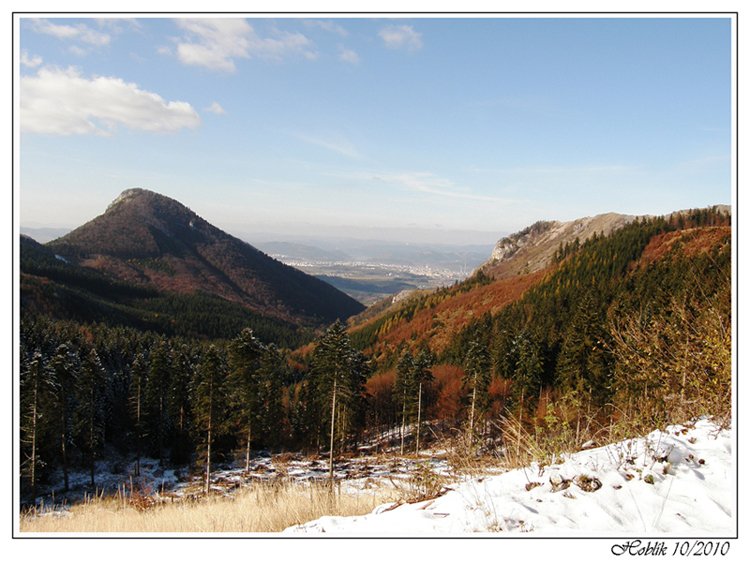
Hoblík, pohľad z Polomu